# Movimiento Unión Soberanista
Movimiento Unión Soberanista (MUS) era un partido político puertorriqueño.  Fue fundado en octubre de 2010 en la ciudad de Caguas, Puerto Rico.

## Certificación
El 20 de marzo de 2012, la Comisión Estatal de Elecciones de Puerto Rico certificó al MUS como partido registrado luego de obtener los 60,000 avales requeridos por la ley electoral puertorriqueña.

## Resultados electorales
El MUS es actualmente un pequeño partido. Su candidato a Gobernador de Puerto Rico, el abogado Arturo Hernández, quedó en quinto lugar en las elecciones de 2012 con el 0.56% de los votos; María de Lourdes Guzmán, candidata del MUS a Comisionada Residente, también terminó quinta con el 0,62% de los votos. El MUS no logró ganar ningún escaño en el Senado o la Cámara de Puerto Rico. Además, dado que el partido no recibió en las  elecciones de 2012 el 3% de los votos necesarios para permanecer como partido certificado, se disolvió de facto.

### Elecciones a gobernador
| Año electoral | Candidato        | Votos  | %               | Resultado |
| ------------- | ---------------- | ------ | --------------- | --------- |
| 2012          | Arturo Hernández | 10,523 | \| \| 0.56 % \| | 5.º lugar |
|               | 0.56 %           |        |                 |           |

### Elecciones a Comisionado Residente
| Año electoral | Candidato               | Votos  | %               | Resultado |
| ------------- | ----------------------- | ------ | --------------- | --------- |
| 2012          | María de Lourdes Guzmán | 11,764 | \| \| 0.63 % \| | 5.º lugar |
|               | 0.63 %                  |        |                 |           |

| Año electoral | Escaños |
| ------------- | ------- |
| 2012          | 0/51    |

| Año electoral | Escaños |
| ------------- | ------- |
| 2012          | 0/27    |